# Katedra Wniebowzięcia Najświętszej Maryi Panny w Montauban
Katedra Wniebowzięcia Najświętszej Maryi Panny (fr. Cathédrale Notre-Dame-de-l'Assomption de Montauban) – rzymskokatolicka katedra we francuskim mieście Montauban, w regionie Oksytania. 

## Historia
Katedrę wzniesiono w latach 1692-1739 w stylu klasycystycznym (z nielicznymi elementami barokowymi) według projektu François d'Orbaya, Julesa Hardouina-Mansarta i Roberta de Cotte'a. Miała ona być siedzibą istniejącej już diecezji, dawna katedra przeszła w ręce luteranów. 
Król Ludwik XIV określił kościół dowodem triumfu Kościoła katolickiego, ponieważ miasto w tamtym czasie było bastionem protestantyzmu.
W 1801 roku, po rewolucji francuskiej, tereny diecezji wcielono do archidiecezji Tuluzy. Diecezję w Montauban przywrócono w 1822.
30 listopada 2020 roku konserwatorzy zauważyli pęknięcia na zachodnim końcu korpusu nawowego, przez które fasada kościoła została praktycznie oddzielona od reszty obiektu. Ponowne udostępnienie katedry po niezbędnym remoncie planowano na początek roku 2023, lecz termin otwarcia przesunięto na rok 2026.

## Galeria

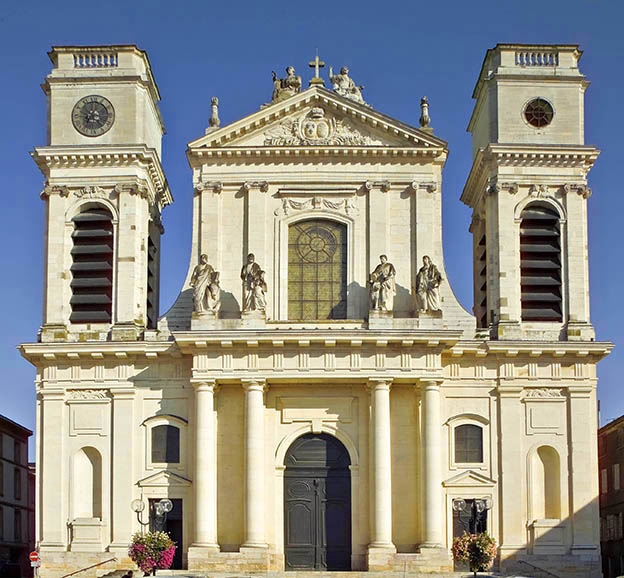
Fasada katedry
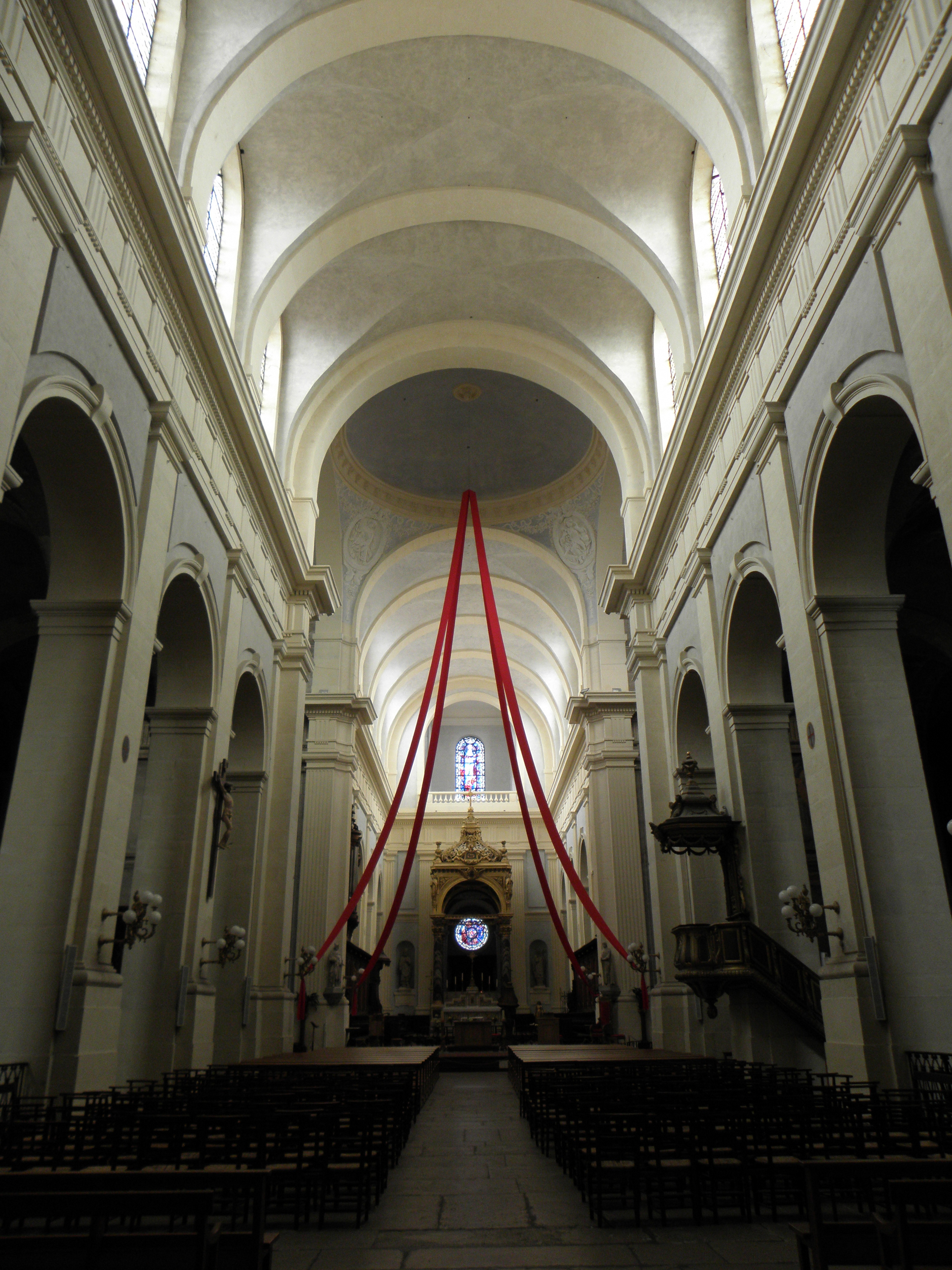
Wnętrze świątyni
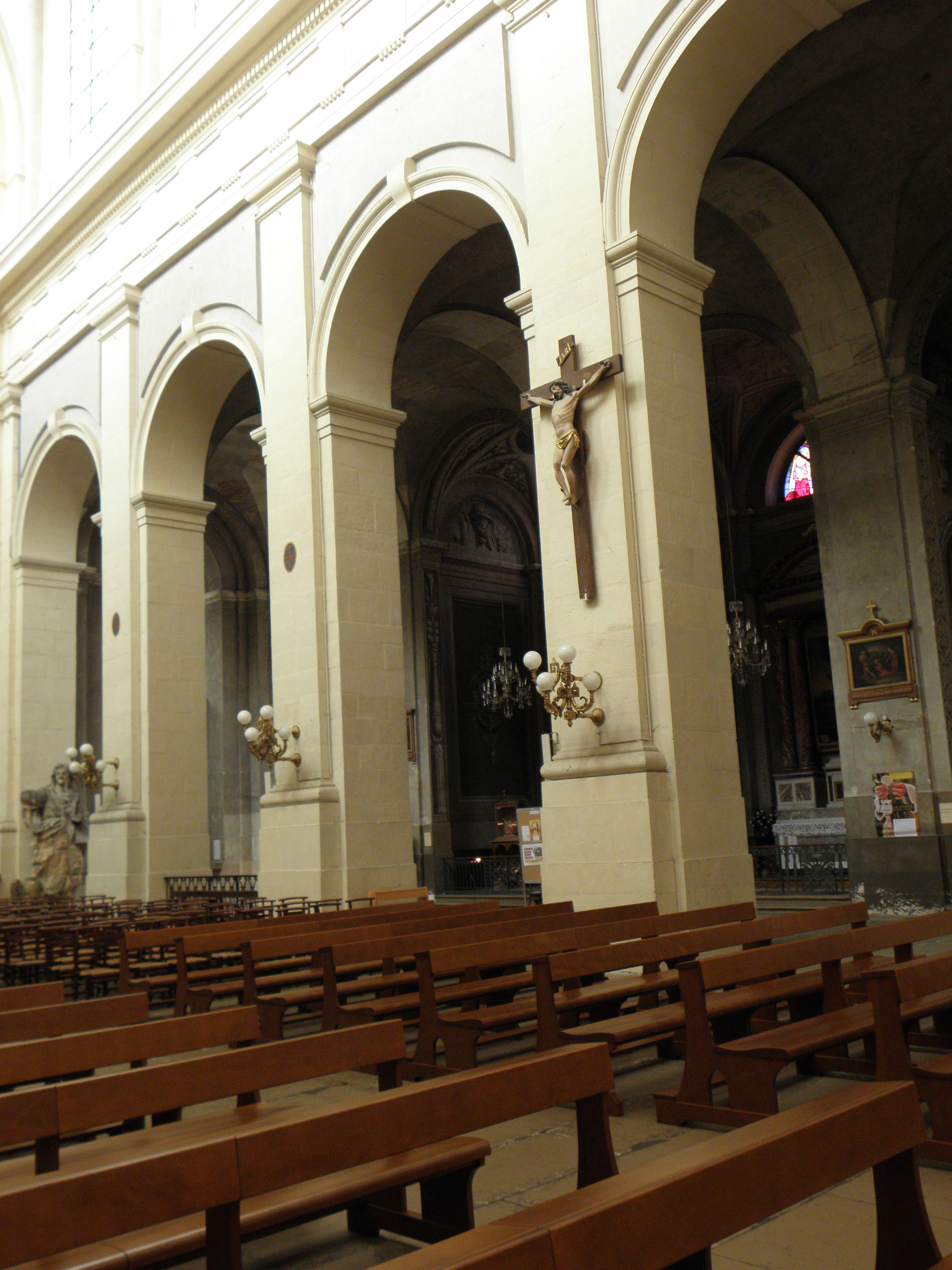
Przęsła północnej nawy bocznej
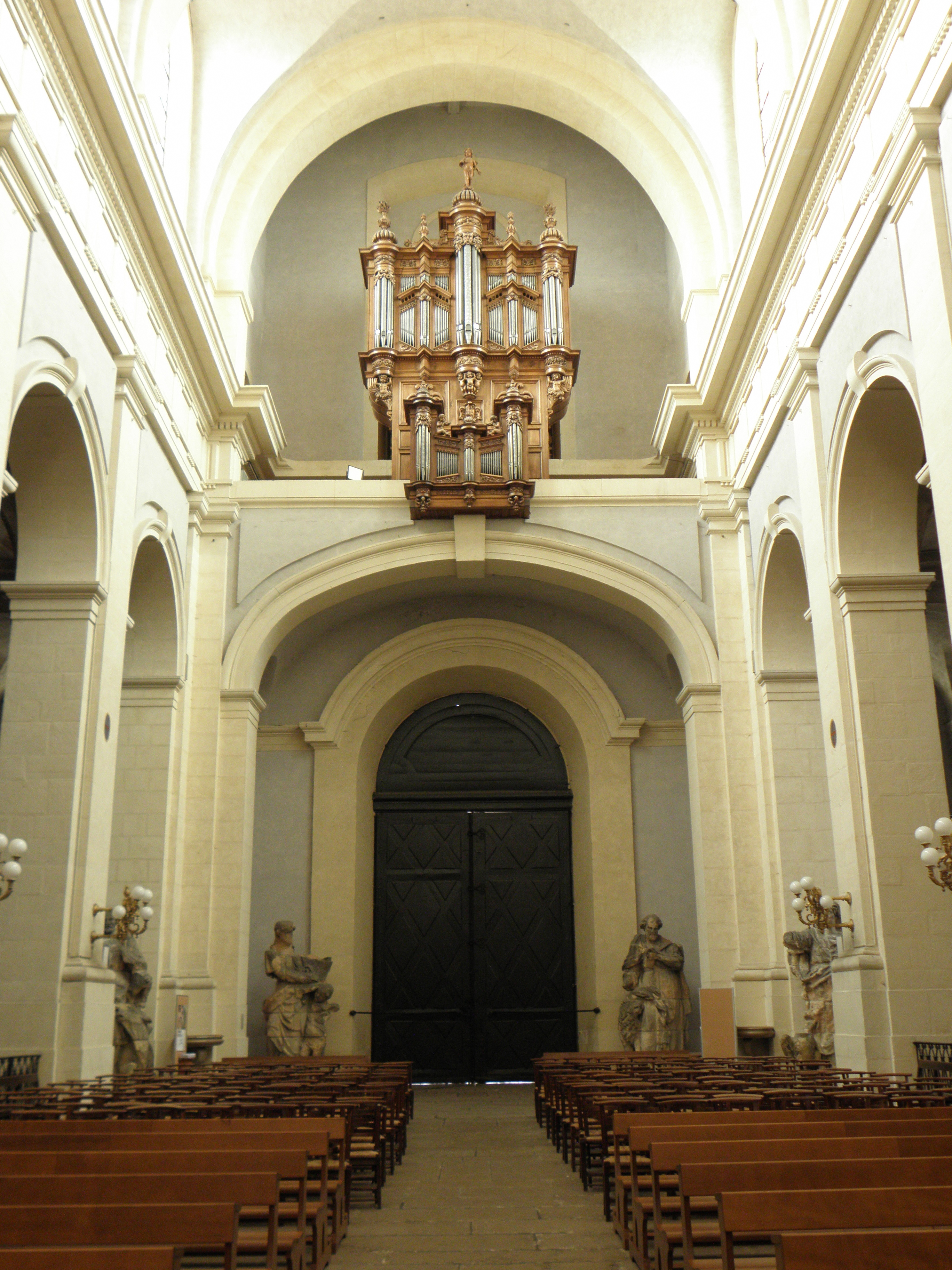
Wejście, organy i chór